# Сергеев, Марк Давидович
Марк Дави́дович Серге́ев  (настоящая фамилия — Гантваргер; 11 мая 1926, Енакиево — 9 июня 1997, Иркутск) — русский советский писатель-фантаст, поэт и библиофил, детский прозаик, редактор.
Участник Великой Отечественной войны. Член Союза писателей СССР (1958). Главный редактор альманаха «Ангара» (1964—1967). Член Союза российских писателей. Заслуженный работник культуры РСФСР (1971). Почётный гражданин Иркутска (1986). Кавалер орденов «Знак Почёта» и Дружбы народов.

## Биография
Родился в семье строителя, впоследствии начальника комплексной изыскательской партии для проверки Падунского сужения на реке Ангаре Давида Марковича Гантваргера и Розалии Гантваргер. По материнской линии приходился правнуком классику еврейской литературы Менделе Мойхер-Сфориму.
Участник Великой Отечественной войны, майор. Перед самым выпуском в июне 1941 года весь класс Сергеева посадил тополиную аллею перед школой. Все выпускники поклялись вернуться, но сдержали клятву только пятеро — остальные погибли на войне. Этому посвящено стихотворение «Баллада о Тополях».
Окончил историко-филологический факультет Иркутского университета.
В 1979 году вошёл в редакционную коллегию книжных серий «Литературные памятники Сибири» и «Полярная звезда» Восточно-Сибирского книжного издательства (Иркутск).
В 1994 году выступил инициатором создания Всероссийского фестиваля «Дни русской духовности и культуры „Сияние России“» (Иркутск).
Похоронен в Иркутске на Радищевском кладбище.

## Творчество
Произведения переведены на болгарский, венгерский, молдавский, монгольский, эстонский, японский и другие языки.
В Иркутске произведения входят в региональную школьную программу по внеклассному чтению.
Автор сказочных повестей, составивших сборники «Весёлые беглецы» (1963), «Сказка о нетающей снежинке и другие удивительные истории» (1973), «Вот так чудеса» (1976). Написал детскую фантастическую повесть «Машина времени Кольки Спиридонова» (1964), которая затем, вместе с повестью-сказкой «Волшебная галоша» (1958; испр. 1965) объединена в одном томе — «Волшебная галоша. Машина времени Кольки Спиридонова» (1971).
В 1991 году стал членом редколлегии детского журнала «Сибирячок». Автор сказки о приключениях Сибирячка и его друзей и ряда публикаций по истории, краеведению. Сыграл большую роль в становлении детского журнала.
Отличительная черта книг Сергеева — сочетание нескольких жанров в пределах одного произведения. В его сказке можно найти элементы повести, научной фантастики, загадки.

## Награды и премии
- Орден Отечественной войны II степени (1985).
- Орден «Знак Почёта».
- Орден Дружбы народов.
- Медали (в том числе За победу над Германией и За победу над Японией)[8].
- Лауреат премии Иркутского комсомола им. Иосифа Уткина (1971) — за поэму «Коммунисты»[9].
- Лауреат премии Фонда развития культуры и искусства при Комитете культуры Иркутской области (1996) — за книгу стихов «Каждый день начинать себя снова».

## Память
- Имя Марка Сергеева носит Иркутская областная детская библиотека[10].
- Имя Марка Сергеева носит Иркутский Дом литераторов (ул. Дзержинского, 12)[11].
- На доме, где жил Марк Сергеев, установлена мемориальная доска в память о нём[12].
- В Иркутске учреждена премия «Интеллигент провинции» имени Марка Сергеева[13].